# Liga Desportiva de Maputo
La Liga Desportiva de Maputo, conocido como LDM, es un equipo de fútbol de Mozambique que participa en la Moçambola, la Primera División de fútbol en el país.

## Historia
Fue fundado el 8 de noviembre de 1990 en la capital Maputo con el nombre Liga Desportiva Muçulmana de Maputo (LDMM), pero fue cambiado en la temporada 2014 por Liga Desportiva de Maputo (LDM) debido a la insistencia de organismos internacionales de separar la religión y la política del deporte.
Actualmente es uno de los equipos con más dinero en Mozambique.
El club, además de sus éxitos deportivos en el fútbol, también se destacó por sus logros en básquetbol, logrando dos títulos nacionales a nivel femenino en 2013 y 2014.
El lema oficial es: "Que o Desporto Seja Sempre Uma Escola de Amizade", basado en la filosofía institucional, que prioriza el compañerismo y la educación ante el resto de las cosas.

## Palmarés
- Moçambola: 4

2010, 2011, 2013, 2014
- Taça de Mozambique: 2

2012, 2015
- Supercopa de Mozambique: 3

2013, 2014, 2015

## Participación en competiciones de la CAF
| Temporada | Torneo                       | Ronda      | Club                 | Casa | Visita | Global  |
| --------- | ---------------------------- | ---------- | -------------------- | ---- | ------ | ------- |
| 2011      | Liga de Campeones de la CAF  | Preliminar | ZESCO United FC      | 2-1  | 0-3    | 2-4     |
| 2012      | Liga de Campeones de la CAF  | Preliminar | Mafunzo FC           | 2-0  | 3-0    | 5-0     |
| 2012      | Liga de Campeones de la CAF  | 1          | Dynamos FC           | 2-2  | 0-1    | 2-3     |
| 2013      | Copa Confederación de la CAF | Preliminar | Gaborone United      | 1-0  | 2-2    | 3-2     |
| 2013      | Copa Confederación de la CAF | 1          | Lobi Stars           | 7-1  | 1-3    | 8-4     |
| 2013      | Copa Confederación de la CAF | 2          | WAC Casablanca       | 2-0  | 1-3    | 3-3 (a) |
| 2013      | Copa Confederación de la CAF | Play-Off   | TP Mazembe           | 2-1  | 0-4    | 2-5     |
| 2014      | Liga de Campeones de la CAF  | Preliminar | CNaPS Sports         | 1-0  | 0-0    | 1-0     |
| 2014      | Liga de Campeones de la CAF  | 1          | Kaizer Chiefs        | 0-3  | 0-4    | 0-7     |
| 2015      | Liga de Campeones de la CAF  | Preliminar | APR FC               | 0-0  | 1-2    | 1-2     |
| 2016      | Copa Confederación de la CAF | 1          | GD Sagrada Esperança | 1-1  | 0-1    | 1-2     |

## Entrenadores
- Artur Semedo (2012)[6]
- Litos (2012-2013)[7][8]
- Litos (2014-2015)[9][10]
- Dário Monteiro (2015-2016)[11][12]
- Daúde Razaque (2017)[13]
- Akil Marcelino (2017-2018)[14][15][16]
- Aly Hassan (interino- 2018-2019)[16]
- Diamantino Miranda (2019)[17][18]
- Nilton Terroso (2019)[19][20]
- Aly Hassan (interino- 2019)[20]
- Alcides Chambal (2019-presente)[1]